# زاک استارکی
'زاک ریچارد استارکی (انگلیسی: Zak Richard Starkey؛ متولد ۱۳ سپتامبر ۱۹۶۵) موسیقی دان و نوازنده درام اهل بریتانیا است. او پسر رینگو استار معروف است. او پسر خواندهٔ کیث مون بود و نواختن درام را از او آموخت. زاک استارکی پس از کیث مون برای هو درام نواخت. در سال ۲۰۰۴ به اوئیسیز پیوست و در ۲۰۰۸ از آن گروه جدا شد.